# Вайян, Эдуар
Мари-Эдуар Вайян (фр. Marie Édouard Vaillant, 26 января 1840, Вьерзон — 18 декабря 1915, Сен-Манде) — французский левый политический деятель, член Парижской коммуны, бланкист. Один из инициаторов создания Французской секции Рабочего Интернационала (СФИО), прародительницы современной Социалистической партии Франции.

## Биография
Эдуар Вайян родился 26 января 1840 года во Вьерзоне.
Посещал немецкие университеты, занимаясь медициной и философией. Здесь он увлекся идеями Международного рабочего общества (Первый Интернационал). Война 1870 года, которую он открыто порицал, застала его в Тюбингене, откуда он поспешил уехать в Париж и стал в ряды национальной гвардии. Во время осады Парижа он приобрёл огромное влияние в среде рабочих, сказавшееся на выборах в национальное собрание, 8 февраля 1871 года, когда он получил 49340 голосов.
Когда в Париже вспыхнуло восстание 18 марта 1871 года, Вайян был избран в члены коммуны. В собрании коммуны он был на стороне большинства и вотировал за устройство комитета общественного спасения. По вступлении в Париж регулярных войск Вайян должен был бежать в Лондон, где сделался членом главного совета Интернационала. Военный суд в Версале заочно присудил его к смертной казни. В Лондоне Вайян хранил тайно вывезенное из Парижа Знамя парижских коммунаров, которое по возвращении он передал социалистам Бельвиля. После амнистии Вайян возвратился в Париж и в 1884 году был избран членом муниципального совета и стал лидером бланкистов. В своей политической программе он осуждает всякие компромиссы социалистов с другими партиями и рекомендует парижскому муниципальному совету, если бы республике угрожала опасность, стать во главе парижского населения. По причине неприятия такого соглашательства покинул Федерацию социалистических рабочих Франции и стал одним из руководителей Центрального революционного комитета.
Кандидатура его в палату депутатов в 1888 и 1889 годах потерпела неудачу, но уже в 1893 году избран в палату депутатов как революционер-социалист; переизбран в 1898 и 1902 годах. Во время прений, вызванных в палате депутатов (май 1905) запросом об «антипатриотических учебниках профессора Эрве», Вайян заявил, что в случае войны социалисты призовут рабочих к всеобщей забастовке, а резервистов — к отказу от военной службы. Эти слова вызвали раскол в социалистической партии, от которой откололась значительная группа, с Оганьером и Жеро Ришаром во главе. Несмотря на поддержку такого синдикалистского ответа на империалистическую войну, после убийства Жореса присоединился к социал-шовинистическому большинству депутатов от СФИО, высказавшихся за поддержку своего правительства в войне.
Эдуар Вайян умер 18 декабря 1915 года в Сен-Манде.